# 丸亀市立城東小学校
丸亀市立城東小学校（まるがめしりつ じょうとうしょうがっこう）は、香川県丸亀市土器町西五丁目にある公立小学校。
2006年公開の邦画『UDON』のロケ地となった。

## 沿革
- 1887年（明治20年） - 松籟小学校と齊省小学校が合併し、土器尋常小学校及び土器簡易小学校となる。
- 1891年（明治24年）12月24日 - 寺院・民家を借りて土器尋常小学校を開校。
- 1896年（明治29年）7月1日 - 綾歌郡土器村93番地（現在地）へ移転。この日を創立記念日とする。
- 1907年（明治40年）4月1日 - 農業補習学校を併設。
- 1912年（明治45年）4月1日 - 高等科を併設し、土器尋常高等小学校と改称。
- 1926年（大正15年）7月1日 - 青年訓練所を併置。
- 1935年（昭和10年）4月1日 - 実業補習学校と青年訓練所を統合し、青年学校に改組。
- 1941年（昭和16年）4月1日 - 国民学校令により、土器国民学校と改称。
- 1943年（昭和18年）4月1日 - 土器村川西村組合立綾西青年学校を設立。
- 1947年（昭和22年）4月1日 - 学制改革（新学制）により、土器村立土器小学校と改称。土器村立土器中学校を併設する。
- 1954年（昭和29年）5月3日 - 土器村が丸亀市へ編入されたのに伴い、丸亀市立城東小学校と改称。
- 1984年（昭和59年）7月 - 幼稚園移転に伴い、運動場を拡張。
- 1986年（昭和61年）4月 - 土器川学習を開始。
- 1991年（平成3年）
  - 3月 - プールが竣工する。
  - 9月 - 土器町の地番変更に伴い、所在地が土器町93番地から土器町西五丁目113番地に変更となる。
- 1996年（平成8年）7月 - 創立百周年記念式典挙行。

## 通学区域
- 丸亀市
  - 土器町西一丁目から土器町西七丁目、土器町西八丁目（一部）、土器町東一丁目から土器町東七丁目、土器町東九丁目（一部）、土居町一丁目（一部）

卒業生は基本的に丸亀市立東中学校へ進学する。

## 周辺
土器川のすぐ西岸に位置し、校地の北東から対岸へ丸亀橋がかかる。
- 土器簡易郵便局

## アクセス
- 丸亀コミュニティバス 高津停留所下車
- 香川県道21号丸亀詫間豊浜線・香川県道195号岡田丸亀線沿い

## 通学区域が隣接している学校
- 丸亀市立城北小学校
- 丸亀市立城西小学校
- 丸亀市立城南小学校
- 丸亀市立城辰小学校
- 丸亀市立飯野小学校
- 宇多津町立宇多津小学校
- 宇多津町立宇多津北小学校